# This Is a Muse Demo
This Is a Muse Demo – demo angielskiego zespołu rockowego Muse, wydane w 1995 roku. Zawiera cztery utwory, które nie znalazły się na żadnym późniejszym wydawnictwie grupy, a także nigdy nie były grane na koncertach.
Demo zostało nagrane w domu basisty Muse, Chrisa Wolstenholme'a. W 2005 roku kopia kasety została wystawiona na aukcji internetowej i sprzedana za około 500 funtów.

## Lista utworów
1. "Backdoor"
2. "Sling"
3. "Feed"
4. "Jigsaw Memory"